# Ludwig Wilhelm Maurer
Ludwig Wilhelm Maurer (Potsdam, Alemania, 2 de febrero de 1789-San Petersburgo, 13 de octubre de 1878) fue un compositor, director de orquesta y violinista alemán, especialmente recordado por estrenar el concierto para violín en re mayor de Ludwig Van Beethoven el 23 de diciembre de 1806 en Viena.

## Biografía
En 1807, a la edad de diecisiete años, se fue a vivir a Rusia donde perfeccionó sus estudios de violín con el profesor Pierre Baillot. En 1819 se mudó a Hannover donde era director de orquesta, y también compuso algunas obras.